# Marambaia do Samba
Sociedade Recreativa e Escola de Samba Marambaia do Samba é uma das Escolas de samba de São Luís do Maranhão.

## História
A Escola de Samba Marambaia foi fundada em 15 de novembro de1954.
Em 1979 apresentou um enredo falando sobre a Igreja do Desterro. Já em 1981 falou sobre o Bairro de Fátima. Naquele ano a agremiação teve o seu auge na passarela na Praça Deodoro. No ano seguinte, porém, a Marambaia foi rebaixada para a 2ª Divisão, onde ficou por muitos anos.
Em 2010, a Marambaia foi a quarta a desfilar na 2ª feira de carnaval, classificando-se em 6º lugar.
No Carnaval de 2011, a Marambaia do Samba se apresentou com o tema "Igaraú, um santuário entre nós", conquistando um inédito vice-campeonato do carnaval de São Luís. Wendson Douglas Ribeiro Oliveira (Dennys Oliveira), apenas 24 anos de idade, neto da presidente Maria Célia, no seu primeiro ano como carnavalesco e o quinto como compositor e arranjador.
Em 2012 a escola vinha na disputa pelo título desfilou bonita e com 7 carros alegóricos em um deles veio a bateria, estourou o tempo de desfile perdendo 42 pontos ,foi a nona colcoada.
Em 2015 homenageou o colunista social Pergentino Holanda alcançando o 3° lugar. Ja em 2016 homenageou o poeta e escritor Bandeira Tribuzzi.
Em 2017 fez um  bonito desfile com enredo "majestosa mãe África herança de nossos ancestrais"
Em 2018 a Marambaia levou para a passarela o enredo "Nordeste brasileiro", com um dos sambas mais bonitos do ano, a escola fez um belo desfile e depois de 63 anos pela primeira vez foi a grande campeã do carnaval.

## Carnavais
| Ano  | Colocação   | Grupo              | Enredo                                                     | Carnavalesco    | Intérprete | Ref   |
| 1979 |             |                    | A Igreja do Desterro                                       |                 |            |       |
| 1981 |             |                    | O Bairro de Fátima                                         |                 |            |       |
| 1984 |             |                    | Deus e suas canções                                        |                 |            |       |
| 1992 |             |                    | Esquina do povo                                            |                 |            |       |
| 1996 |             |                    | Rio das bicas um rio na herança                            |                 |            |       |
| 2002 |             |                    | Na Madrugada esperando a Aurora                            |                 |            |       |
| 2003 | 4º lugar    |                    | Anastácia: mulher mito e bandeira                          |                 |            |       |
| 2004 | 6º lugar    |                    | Vale o quanto pesa, Marambaia 50 anos de amor luta e samba |                 |            |       |
| 2005 | 7º lugar    |                    | Catarina Mina, no Maranhão luta de negro não termina       |                 |            |       |
| 2006 | 7º lugar    | ÚNICO              | 100 anos de Santos Dumont                                  |                 |            |       |
| 2007 | 4º lugar    | ÚNICO              | Nessa onda eu Vou. Sou no mar do meu Mara                  |                 |            |       |
| 2008 | 7º lugar    | ÚNICO              | recordar é viver                                           |                 |            |       |
| 2009 | 5º lugar    | ÚNICO              | a festa do Divino Espírito Santo                           |                 |            |       |
| 2010 | 6º lugar    | ÚNICO              | Se ganhar não leva e Se perder arrasa                      |                 |            |       |
| 2011 | Vice-campeã | ÚNICO              | Igaraú, um santuário entre nós                             | Dennys Oliveira |            |       |
| 2012 | 9º lugar    | ÚNICO              | São Luís solo encantado que a história presrvou            |                 |            |       |
| 2013 |             | Não houve concurso |                                                            | Dennys Oliveira |            |       |
| 2014 | 5°          |                    | Ser Marambaia é ser feliz no dia a dia                     | Dennys Oliveira |            |       |
| 2015 | 3°          |                    | PH: Uma história de alegria e fantasia no Maranhão         | Dennys Oliveira |            |       |
| 2016 | 3º          |                    | De Tribuzzi à São Luís uma louvação ao carnaval            | Dennys Oliveira |            | [ 3 ] |
| 2017 | 4°          | ÚNICO              | “Majestosa Mãe África: Herança dos Nossos Ancestrais”      | Dennys Oliveira |            |       |
| 2018 | Campeã      |                    | Nordeste Brasileiro                                        | Dennys Oliveira |            |       |
| 2019 | 4° lugar    |                    | Cine Marambaia                                             | Dennys Oliveira |            |       |
| 2020 | 6° lugar    |                    | FOLCLORE, A GRANDE FESTA DA TRADIÇÃO E CULTURA DOS POVOS   |                 |            |       |
| 2021 |             |                    | NÃO HOUVE DESFILE POR CONTA DO COVID 19                    |                 |            |       |
| 2022 |             |                    | NÃO HOUVE DESFILE POR CONTA DO COVID 19                    |                 |            |       |
| 2023 | 2º          |                    | AXÉ DO TALABYAN, A MARAMBAIA CANTA PAI EUCLIDES            | Dennys Oliveira |            |       |
| 2024 | CAMPEÃ      |                    | Eu andei vestido e armado com as armas de São Jorge        | Dennys Oliveira |            |       |
| 2025 | 5⁰ lugar    |                    | Aparecida, rainha do Brasil, senhora da fé e da alegria    | Dennys Oliveira |            |       |